# اندری کوروبنکو
اندری کوروبنکو (اوکراینی: Андрій В'ячеславович Коробенко؛ زادهٔ ۲۸ مهٔ ۱۹۹۷) بازیکن فوتبال اهل اوکراین است.
از باشگاه‌هایی که در آن بازی کرده‌است می‌توان به باشگاه فوتبال شاختار دونتسک اشاره کرد.
وی همچنین در تیم‌های ملی فوتبال Ukraine national under-19 football team و زیر ۲۰ سال اوکراین بازی کرده‌است.